# Busot
Busot – miasto w Hiszpanii w regionie Walencja w prowincji Alicante, 19 km od Alicante. Miasto leży na wzgórzu, na południowych zboczach gór Cabezón de Oro. Początki miasta sięgają za czasów panowania muzułmańskiego na Półwyspu Iberyjskiego. Na obrzeżach miasta znajdują się ruiny starego zamku Maurów z XII wieku. W gminie mieszka bardzo wielu cudzoziemców, zwłaszcza z Wielkiej Brytanii, którzy stanowią ok. 42% populacji miasta.